# Сантус, Фабио
Фабио Сантус (итал. Fabio Santus; род. 26 мая 1976 года, Клузоне) — итальянский лыжник, участник двух Олимпийских игр и трёх чемпионатов мира, призёр этапа Кубка мира. Специалист дистанционных гонок. 
В Кубке мира Сантус дебютировал в марте 14 декабря 1996 года, в феврале 2007 года единственный раз в карьере попал в тройку лучших на этапе Кубка мира, в эстафете. Кроме этого на сегодняшний день имеет на своём счету 19 попаданий в десятку лучших на этапах Кубка мира, 12 в эстафетах и 7 в личных гонках. Лучшим достижением Сантуса в общем итоговом зачёте Кубка мира является 28-е место в сезоне 2003/04.
На Олимпийских играх 2002 года в Солт-Лейк-Сити занял 36-е место в гонке на 50 км классическим стилем.
На Олимпийских играх 2006 года в Турине был 33-м в гонке на 15 км классическим стилем, 16-м в скиатлоне 15+15 км и 19-м в масс-старте на 50 км свободным стилем.
За свою карьеру принимал участие в трёх чемпионатах мира, лучший результат 19-е место гонке на 50 км свободным стилем на чемпионате мира 2003 года.
Использует лыжи и ботинки производства фирмы Fischer.